# Дубас Леонід Миколайович
Леонід Миколайович Дубас (нар. 15 вересня 1949, с. Старий Почаїв, Україна) — український поліграфіст, журналіст, громадський діяч. Член Національної спілки журналістів України.

## Життєпис
Леонід Дубас народився 15 вересня 1949 року в селі Старий Почаїв Кременецького району Тернопільської области України.
Закінчив Львівський поліграфічний технікум (1968, нині поліграфічний коледж), Львівський університет (1981, нині національний університет).
Працював:
- інженером Куйбишевської районної друкарні Запорізької области (1968—1970);
- інженером Гусятинської районної друкарні Тернопільської области (1970—1972);
- кореспондентом, літературним працівником, відповідальним секретарем, заступником редактора, редактором Гусятинської районної газети «Прапор комунізму» (1972—1996, нині «Вісник Надзбруччя»);
- секретарем Гусятинської селищної ради (1996—1999);
- заступником начальника Гусятинського райвідділу статистики (2000—2002);
- заступником голови правління райСТ (2002—2003);
- редактором, начальником редакційно-видавничого відділу ВАТ ТВПК «Збруч» (2004—2008, м. Тернопіль);
- кореспондентом Гусятинської районної газети «Вісник Надзбруччя».

Редактор гусятинської районної газети «Вісник Надзбруччя» (1986—1991, 2013—2015, від ?).
Депутат Гусятинської районної ради (1983—1987).

## Нагороди та відзнаки
- Золоте перо Тернопілля (2020)[3]